# F9
F9: The Fast Saga (bra: Velozes & Furiosos 9: A Saga Velozes & Furiosos ou simplesmente Velozes & Furiosos 9; prt: Velocidade Furiosa 9) também conhecido como Fast & Furious 9, e estilizado F9, é um filme de ação estadunidense de 2021, dirigido por Justin Lin e escrito por Daniel Casey, sendo o nono filme da franquia The Fast and The Furious e a sequência de The Fate of the Furious, de 2017. Produzido pela One Race Films e Original Film e distribuído pela Universal Pictures, é estrelado por Vin Diesel, John Cena, Michelle Rodriguez, Tyrese Gibson, Ludacris, Nathalie Emmanuel, Jordana Brewster, Sung Kang, Helen Mirren e Charlize Theron. No filme, Dominic Toretto (Diesel) e sua família devem enfrentar um novo inimigo mortal, Jakob (Cena), irmão mais novo de Dominic, bem como sua antiga inimiga Cipher (Theron).
F9: The Fast Saga foi lançado nos Estados Unidos em 25 de junho de 2021 pela Universal Pictures.

## Enredo
Em 1989, Jack Toretto participa de uma corrida da NASCAR, com seus filhos Dominic e Jakob trabalhando na equipe de box. Dom discute com o piloto rival Kenny Linder sobre suas táticas sujas. Durante a corrida, o carro de Linder bate no para-choque de Jack, fazendo com que seu carro bata e exploda, matando-o. Uma semana depois, Dom é preso por espancar Linder até quase a morte. Enquanto cumpria a pena, ele lembra que Jakob havia trabalhado no carro de seu pai no dia em que ele morreu e conclui que Jakob matou seu pai. Após a libertação, Dom confronta e desafia Jakob para uma corrida, forçando-o a deixar a cidade quando ele perde.
Trinta anos depois, Dom está aposentado e criando seu filho Brian com sua esposa, Letty Ortiz. Roman Pearce, Tej Parker e Ramsey chegam com a notícia de que, logo após prender a ciberterrorista Cipher, o avião do Sr. Ninguém foi atacado por agentes corruptos, que sequestraram Cipher e caíram em Montequinto, um país fictício da América Central. Dom concorda em ajudá-los depois de perceber que Jakob está envolvido. Procurando no avião, eles encontram parte de um dispositivo chamado Projeto Aries, que pode invadir qualquer sistema de armas de computador. A equipe é emboscada por um exército privado liderado por Jakob, que rouba o dispositivo. Stasiak ajuda a equipe de Dom a escapar para um local seguro no Mar Cáspio, e a irmã de Dom, Mia, chega para ajudar. A equipe descobre que Han Lue está conectado ao Projeto Aries, e Letty e Mia vão a Tóquio para investigar.
Enquanto isso, Jakob se encontra com Otto, seu associado e financiador. Cipher, que está detido em sua base, diz a Jakob que a outra metade de Áries está em Edimburgo . Dom encontra o mecânico de seu pai, Buddy, que acolheu Jakob após seu exílio, e descobre que Jakob está em Londres . Em Tóquio, Letty e Mia encontram Han vivo, junto com sua pupila, Elle. Roman e Tej viajam para a Alemanha para recrutar Sean Boswell, Twinkie e Earl, que estão trabalhando em um "carro-foguete". Em Londres, Dom encontra Queenie Shaw, que lhe dá a localização de Jakob. Dom confronta Otto e Jakob em uma festa na mansão de Otto; Otto manda prender Dom, mas Leysa, uma velha amiga de Dom, o resgata. Tej, Roman e Ramsey se juntam a Dom em Edimburgo, onde Jakob está usando um eletroímã para roubar a outra metade do dispositivo do Projeto Áries. Tej e Roman encontram o caminhão contendo o eletroímã; enquanto eles lutam contra os homens de Otto, Ramsey dirige o caminhão para perseguir Otto. Dom intercepta Jakob e os dois lutam pela cidade. Antes que Otto possa extrair Jakob, Ramsey tira o caminhão da estrada e usa o eletroímã para capturar Jakob.
No local seguro, Han revela que foi designado pelo Sr. Ninguém para proteger Elle e o Projeto Áries, já que o DNA de Elle é sua chave de ativação biométrica. Quando Jakob se rebelou e se juntou a Otto, eles usaram Deckard Shaw para forjar a morte de Han e proteger Elle. Otto e seus homens atacam o esconderijo e libertam Jakob, que revela a Dom que seu pai, querendo escapar de dívidas profundas, instruiu Jakob a mexer em seu carro para lançar a corrida . Jakob e Otto sequestram Elle e levam a outra metade do dispositivo do Projeto Aries. Otto lança um satélite em órbita, enquanto Jakob faz Elle ativar Áries. Eles começam a enviar Áries para o satélite, movendo-se por Tbilisi em um caminhão blindado.
Dom, Letty, Mia, Ramsey e Han correm para impedir o upload. Enquanto Mia e Han tentam invadir o caminhão, Otto revela que ele e Cipher se uniram e joga Jakob para fora do caminhão. Jakob é resgatado por Dom e Mia e os ajuda a acessar o caminhão. Usando o carro-foguete, Tej e Roman entram em órbita e destroem o satélite, interrompendo o upload. Cipher bombardeia o caminhão usando um UAV na tentativa de matar Dom, mas mata Otto sem querer. Dom usa o caminhão ricocheteando para destruir o drone de Cipher, que se revela ser simulado, e ela foge. Dom e Mia se reconciliam com Jakob, e Dom permite que ele escape da custódia, dando-lhe as chaves de seu carro. Tej e Roman chegam à Estação Espacial Internacional e são devolvidos com segurança à Terra. A equipe comemora o sucesso com um churrasco na casa de Dom. Enquanto se preparava para dar graças, o carro de Brian O'Conner chega na garagem.
Em uma cena no meio dos créditos, Deckard Shaw fica cara a cara com Han.

## Elenco
| Ator / Atriz             | Personagem              |
| ------------------------ | ----------------------- |
| Vin Diesel               | Dominic Toretto         |
| Michelle Rodriguez       | Letty Ortiz             |
| Jordana Brewster         | Mia Toretto             |
| Charlize Theron          | Cipher                  |
| John Cena                | Jakob Toretto           |
| Vinnie Bennett           | Dominic Toretto (jovem) |
| Finn Cole                | Jakob Toretto (jovem)   |
| Thue Ersted Rasmussen    | Otto                    |
| Tyrese Gibson            | Roman Pearce            |
| Chris "Ludacris" Bridges | Tej Parker              |
| Nathalie Emmanuel        | Ramsey                  |
| Sung Kang                | Han Lue                 |
| Anna Sawai               | Elle                    |
| Kurt Russell             | Sr. Ninguém             |
| Helen Mirren             | Magdalene Shaw          |
| Michael Rooker           | Buddy                   |
| Lucas Black              | Sean Boswell            |
| Cardi B                  | Leysa                   |
| Jason Tobin              | Earl Hu                 |
| Bow Wow                  | Twinkie                 |

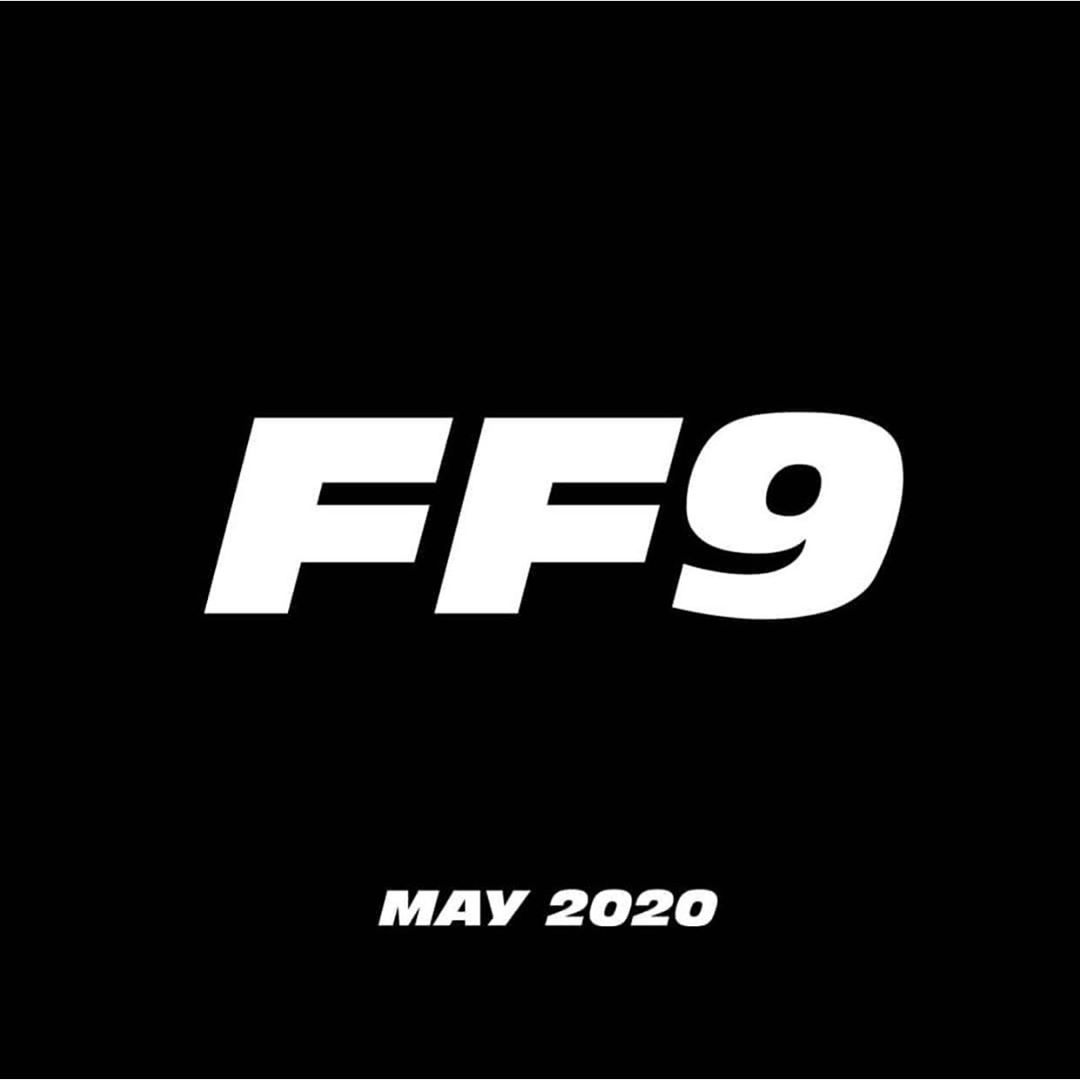

Finn Cole, Anna Sawai, Vinnie Bennett, Ozuna e Francis Ngannou foram confirmados, porém os papéis não foram revelados.

## Produção

### Desenvolvimento
Em 13 de novembro de 2014, a presidente da Universal Pictures, Donna Langley, disse ao The Hollywood Reporter que haveria pelo menos mais três filmes na franquia após Furious 7 (2015). Em fevereiro de 2016, Vin Diesel anunciou as datas iniciais de lançamento do nono e do décimo filme, com o nono filme definido inicialmente para ser lançado em 19 de abril de 2019. Depois que um spin-off foi anunciado com os personagens de Dwayne Johnson e Jason Statham, a data de lançamento do nono filme foi adiada para 10 de abril de 2020.
Em abril de 2017, Diesel e Johnson confirmaram seus retornos. Em 25 de outubro de 2017, Diesel revelou em um vídeo ao vivo no Facebook que Justin Lin, que dirigiu Velozes e Furiosos: Desafio em Tóquio (2006) até Fast & Furious 6 (2013), e a atriz Jordana Brewster, que interpretou Mia Toretto em cinco dos filmes da franquia, voltariam para o nono e o décimo filmes. Em 4 de abril de 2018, Johnson declarou que não tinha certeza se estava voltando para o nono filme devido ao trabalho no spin-off, e confirmou em janeiro de 2019 que não iria aparecer no filme.
Em maio de 2018, Daniel Casey foi contratado para escrever o roteiro depois que Morgan saiu devido ao seu trabalho no filme derivado de Hobbs & Shaw. Michelle Rodriguez também foi confirmada para reprisar seu papel. Em fevereiro de 2019, a Universal Pictures anunciou que estava adiando o filme em seis semanas, o que mudaria a data de lançamento de abril de 2020 para maio de 2020. Foi relatado que o atraso era para que o filme não competisse com a MGM com 007 - Sem Tempo para Morrer, que recebeu uma data de lançamento em 8 de abril de 2020.
Em junho de 2019, John Cena foi oficialmente escalado para o filme, após um anúncio inicial de Diesel em abril. Em julho de 2019, Finn Cole, Anna Sawai e Vinnie Bennett se juntaram ao elenco do filme. Nesse mesmo mês, foi anunciado que Helen Mirren e Charlize Theron reprisariam seus papéis. Michael Rooker e o lutador de MMA Francis Ngannou foram adicionados ao elenco em agosto. Em outubro de 2019, Ozuna e Cardi B se juntaram ao elenco do filme. No lançamento do primeiro trailer, foi revelado que os atores Sung Kang e Lucas Black também retornarão. O trailer também revelou a volta do ator Jason Tobin ao papel de Earl Hu, personagem do filme Velozes e Furiosos: Desafio em Tóquio.

### Filmagens
A fotografia principal começou em 24 de junho de 2019 no Leavesden Studios em Hertfordshire, Inglaterra. Espera-se que as filmagens ocorram em Los Angeles, Edimburgo e Londres, e também ocorreu na Tailândia pela primeira vez, com Krabi, Ko Pha Ngan e Phuket como locais. Parte do filme também foi filmada em Tbilisi, na Geórgia. a produção encerrou em 11 de novembro do mesmo ano.